# Södra Lunger
Södra Lunger är en del av småorten Lunger belägen i Götlunda socken och Arboga kommun  cirka 4 km söder om Götlunda.  Detta område var av SCB avgränsat till en separat småort från 2015 till 2023, medan det i tiden före och efter klassades som en del av småorten Lunger 